# Impruneta
Impruneta település Olaszországban, Toszkána régióban, Firenze megyében. Lakosainak száma 14 379 fő (2023. január 1.). Impruneta Bagno a Ripoli, Greve in Chianti, Scandicci, Firenze és San Casciano in Val di Pesa községekkel határos.

## Népesség
A település lakossága az elmúlt években az alábbi módon változott:
| Lakosok száma | 14 594 | 14 618 | 14 379 |
|               | 2013   | 2018   | 2023   |